# (37432) Piszkéstető
(37432) Piszkéstető ist ein Asteroid des äußeren Hauptgürtels, der am 11. Januar 2002 von dem ungarischen Amateurastronomen Krisztián Sárneczky und der ungarischen Astronomin Zsuzsanna Heiner am Piszkéstetői Obszervatórium (IAU-Code 461), einer Außenstelle des Konkoly-Observatoriums im nordungarischen Mátra-Gebirge, im Auftrag der Universität der Wissenschaften Szeged entdeckt wurde.
Der Asteroid ist Mitglied der Martes-Familie, einer Gruppe von Asteroiden, die nach (5026) Martes benannt ist. Die Martes-Familie ist eine Unterfamilie der nach (163) Erigone benannten Erigone-Familie.
(37432) Piszkéstető wurde am 4. Mai 2004 nach dem 944 m hohen Piszkéstető benannt, einem Berg in Nordungarn, der auf seinem Gipfel das gleichnamige Observatorium beherbergt.